# Hugh Raffles

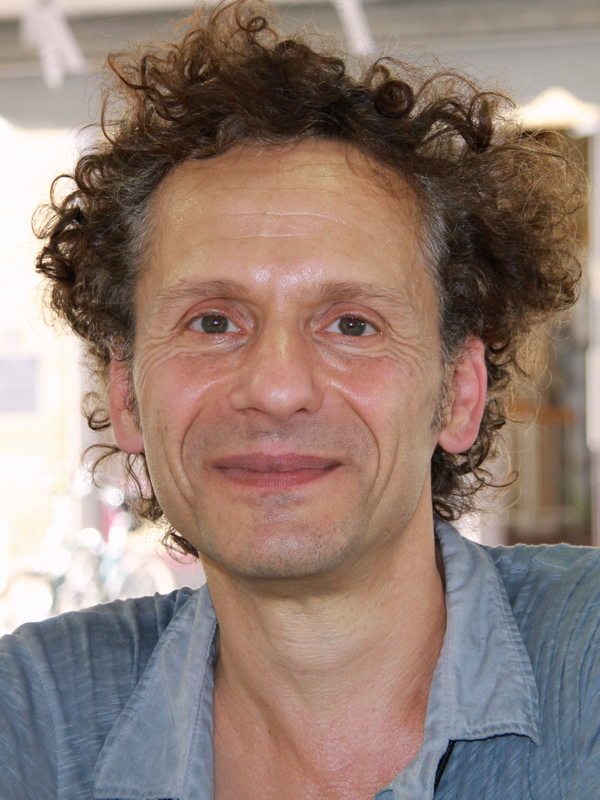
Hugh Raffles

Hugh Raffles (geboren 1958 in London, Großbritannien) ist ein britischer Anthropologe, Hochschullehrer und Autor.

## Leben
Raffles entstammt einem jüdischen Elternhaus und wuchs in London auf. An der University of Warwick in England machte er sein Bachelorexamen und ging danach an die University of London, die er mit dem Master of Arts abschloss. 1989 beendete er ein Postgraduiertenstudium an der Yale School of Forestry and Environmental Studies.
Seit dem Beginn der 1990er Jahre lebt Raffles in New York City. Er ist dort an The New School Professor for Anthropology and Life Studies.

## Veröffentlichungen
- In Amazonia: A Natural History. Princeton University Press, Princeton, New Jersey, USA 2002, ISBN 0-691-04885-1.
- Beitrag in: Anita Baviskar (Hrsg.): Waterscapes: The Cultural Politics of a Natural Resources. Permanent Black, Delhi, India 2007.
- Insectopedia. Pantheon, New York City, USA 2010, ISBN 978-0-375-42386-4.
  - deutsch: Insektopädie. aus dem Englischen übersetzt von Thomas Schestag. Matthes & Seitz, Berlin 2013, ISBN 978-3-88221-080-4.[1]
- Mit Tim Edgar (Fotografien): Insect Theatre. Black Dog Publishing, London 2013, ISBN 978-1-908966-11-7.